# Кијевски летопис
Кијевски летопис или Кијевска хроника је историјски и књижевни споменик, саставни део Ипатијеве хронике. Настаје након хронике Повест минулих лета и претходи Галичко-Волинској хроници, која обухвата догађаје из 1118-1200. године.
Текст је око 1200. године уредио игуман Видубицког манастира у Кијеву Мојсије на основу сажетака летописа састављених на кнежевским дворовима у разним земљама Древне Русије, са одређеним скраћеницама и додацима. Присуство различитих аутора, њихов различит ниво образовања и талента огледао се у приступу приказивању догађаја, стилу и процени чињеница. Кијевска хроника се састоји од годишњих записа, у које су уткане хронике, војничке приче о кнежевима Игору Олговичу, Игору Свјатославичу и др. Такође говори о Новгороду, Волшкој Бугарској, Немачкој, Чешкој, Пољској и Угарској. Главна тема Кијевске хронике је Кијев и Кијевска земља, борба за престоницу између Мономаховича и Олговича, позива на јединство Русије у борби против страних освајача. Кијевска хроника обухвата појединачне хроничарске радове - причу о убиству Андреја Богољубског 1174. године, причу о походу Игора Свјатославича на Половце 1185. године и др.
Кијевски летопис је највећа древни руски летопис у Ипатијевској хроници, где од укупно 307 сачуваних листова, обухвата 139 листова. Поред Ипатијевске копије, Кијевска хроника је сачувана у Хлебниковој, Погодинској и још три позне хронике: Ермолајевској, Краковској и Јаротској.

## Језичке карактеристике
Кијевски летопис је писан хибридним црквенословенским језиком, а језик појединих његових фрагмената (посебно директног говора) близак је језику свакодневног писања, иако садржи известан број црквенословенских елемената. Кијевска хроника садржи широк спектар општег и војног речника.
А. А. Зализњак је скренуо пажњу на чињеницу да је световни директни говор у Кијевској хроници по синтакси ближи Запису од брезове коре од других раноисточнословенских споменика. То се најјасније манифестује у положају енклитика. Већина енклитика налази се у световном директном говору Кијевског летописа у складу са Вакернагеловим законом и, баш као и локација енклитика у раним писмима од брезе (11.-13. век), најтачније одражава стање живог староруског језика. Ова карактеристика значајно разликује Кијевску хронику од других раних хроника.